# Chiesa di Sant'Andrea Apostolo (Martiniana Po)
La chiesa di Sant'Andrea Apostolo, detta anche solo chiesa di Sant'Andrea, è la parrocchiale di Martiniana Po, in provincia di Cuneo e diocesi di Saluzzo; fa parte della zona pastorale di Barge, Bagnolo Piemonte e Valle Po.

## Storia
Le prime citazioni dell'ecclesia Martignane risalgono al Basso Medioevo, essendo datate 1238 e 1256; nel 1259 il vescovo di Torino Gandolfo confermò il diritto della prevostura di San Lorenzo di Oulx di riscuotere un terzo delle decime di varie chiese della Valle del Po, tra le quali pure l'eclesiam Sancti Andree de Martignana.
Il luogo di culto viene poi nuovamente menzionato a più riprese tra il 1426 e il 1511, specialmente in occasione delle successione tra i parroci. 
Si ha una descrizione della chiesa datata 1644, dalla quale si apprende che era dotata in totale di quattro altari, che si componeva di un'unica navata, che aveva due porte e che il pulpito, privo del baldacchino, era in buone condizioni.
Nel 1722 la chiesa fu riedificata, per poi venir consacrata nel 1789 dal vescovo di Saluzzo Giuseppe Gioacchino Lovera.
L'intervento di adeguamento liturgico secondo le usanze postconciliari fu condotto negli anni ottanta mediante l'aggiunta dell'altare rivolto verso l'assemblea.

## Descrizione

### Esterno
La facciata a salienti della chiesa, rivolta a occidente, si compone di tre corpi: quello centrale, più alto, presenta il portale d'ingresso lunettato, una nicchia con statua e una finestra ed è scandito da quattro lesene sorreggenti il timpano triangolare, mentre le due ali laterali presentano ciascuna una lesene all'estremità.
Annesso alla parrocchiale è il campanile a base quadrata, la cui cella presenta su ogni lato una monofora a tutto sesto ed è coperta dal tetto a quattro falde.

### Interno
L'interno dell'edificio è suddiviso in tre navate da pilastri abbelliti da lesene tuscaniche e sorreggenti degli archi a tutto sesto, sopra i quali corre la trabeazione modanata e aggettante, su cui si impostano le volte a botte; al termine dell'aula si sviluppa il presbiterio, rialzato di alcuni gradini gradini, delimitato da balaustre e chiuso dalla parete di fondo piatta.